# Spoorlijn Bas-Évette - Giromagny
De Spoorlijn Bas-Évette - Giromagny is een korte Franse spoorlijn van Évette-Salbert naar Giromagny. De lijn is 7,3 km lang en heeft als lijnnummer 055 000.

## Geschiedenis
De spoorlijn werd door de Chemins de fer de l'Est geopend op 30 juni 1883. Sinds 1939 is er geen personenvervoer meer op de lijn, wel is er beperkt goederenvervoer, met name van ballast voor de aanleg van hogesnelheidslijnen.

## Aansluitingen
In de volgende plaats is er een aansluiting op de volgende spoorlijn:
Bas-Évette
RFN 001 000, spoorlijn tussen Paris-Est en Mulhouse-Ville